# Toumodi
Toumodi este o comună din regiunea Bélier, Coasta de Fildeș.